# Liste der Baudenkmäler in Seeon-Seebruck

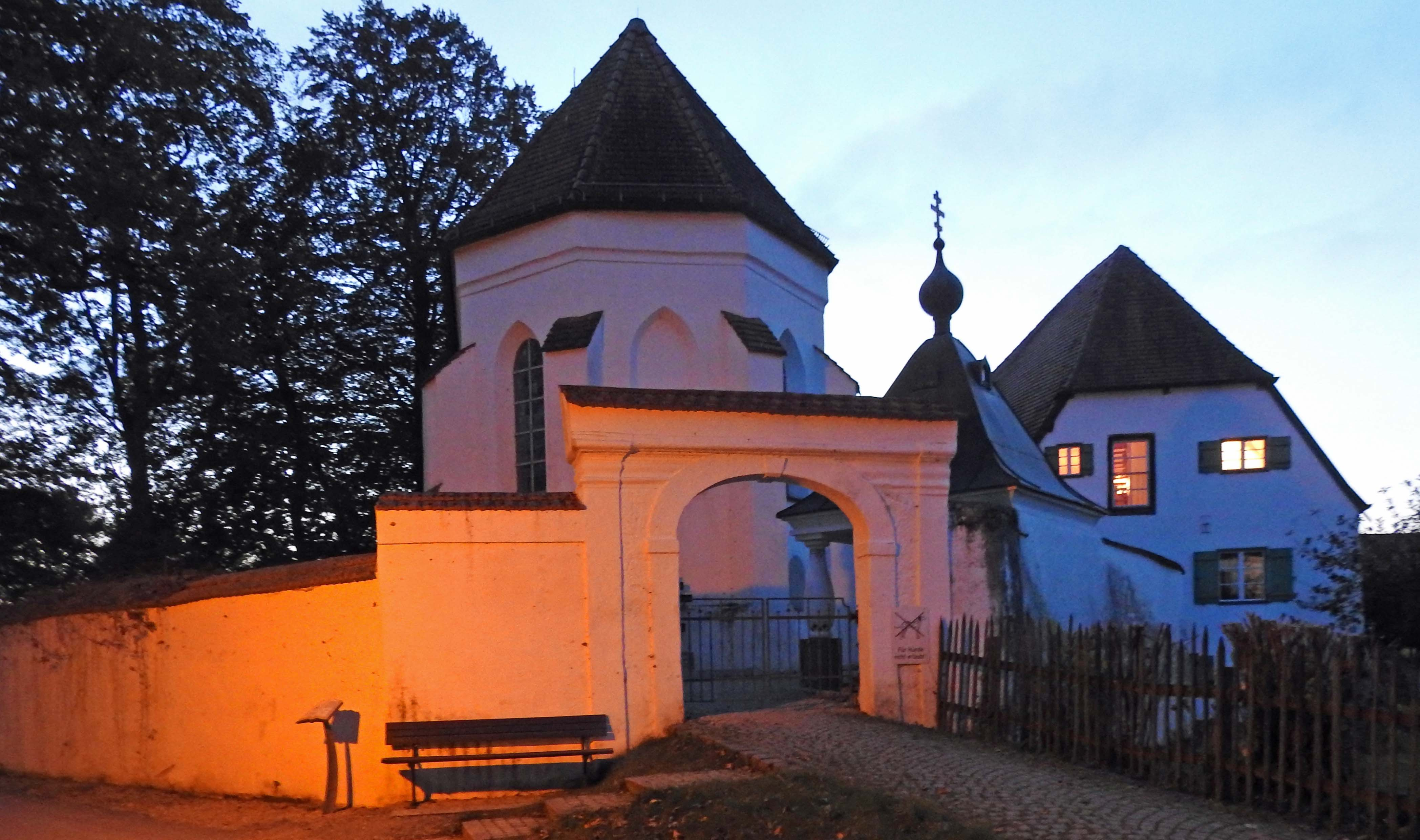
St. Walburgis und Apothekerhaus in Klosterseeon

Auf dieser Seite sind die Baudenkmäler in der oberbayerischen Gemeinde Seeon-Seebruck zusammengestellt. Diese Tabelle ist eine Teilliste der Liste der Baudenkmäler in Bayern. Grundlage ist die Bayerische Denkmalliste, die auf Basis des Bayerischen Denkmalschutzgesetzes vom 1. Oktober 1973 erstmals erstellt wurde und seither durch das Bayerische Landesamt für Denkmalpflege geführt wird. Die folgenden Angaben ersetzen nicht die rechtsverbindliche Auskunft der Denkmalschutzbehörde.

## Ensembles

### Ensemble Kloster Seeon

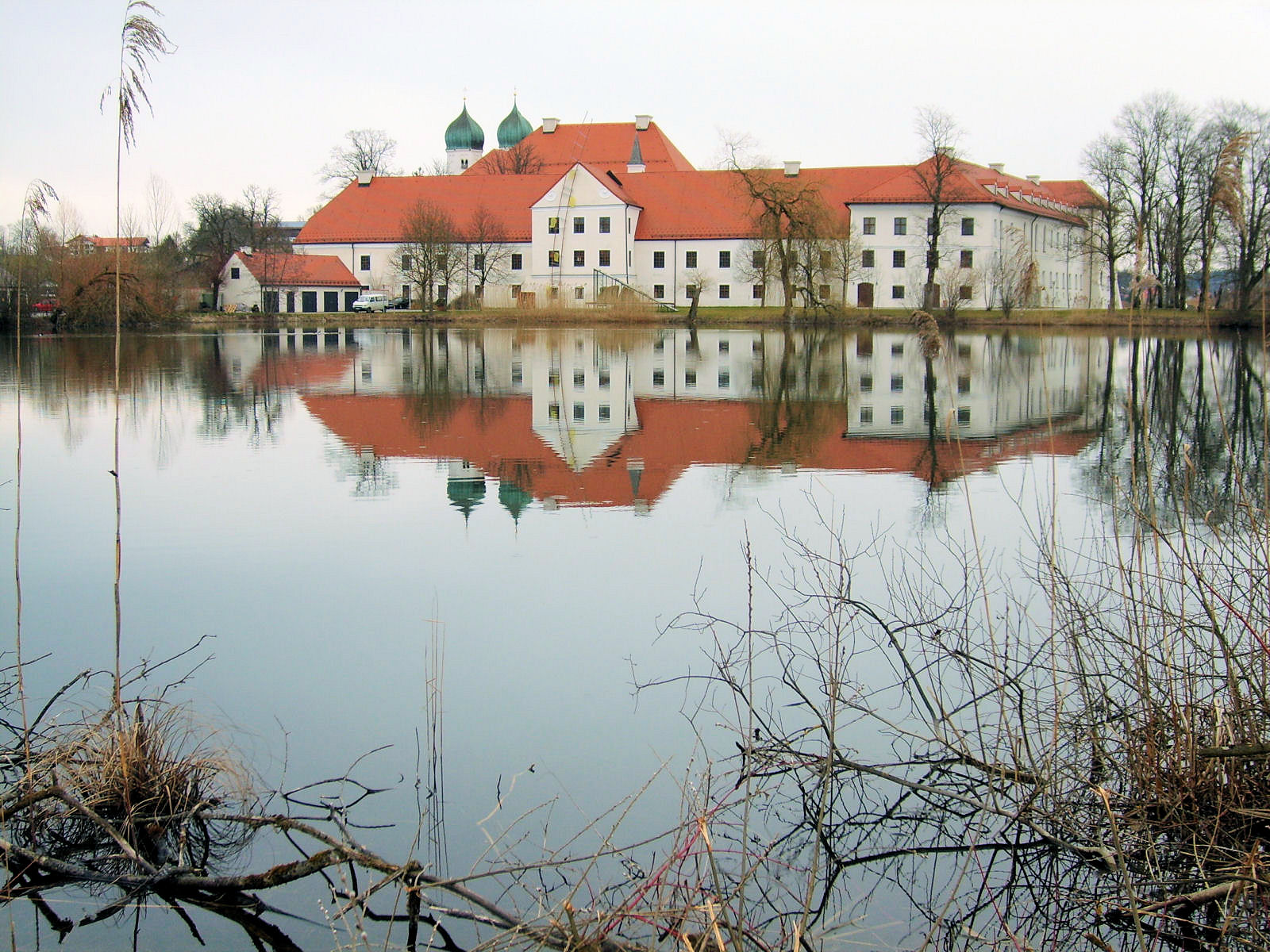

Das Ensemble umfasst das auf einer Insel gelegene ehemalige Benediktinerkloster Seeon mit seinen Gebäuden, die benachbarten Kirchen St. Walburg und St. Maria, den Bereich Weinberg am nördlichen Seeufer sowie einen Teil der angrenzenden Kulturlandschaft.
Aktennummer: E-1-89-143-1

## Baudenkmäler nach Ortsteilen

### Seeon
| Lage                              | Objekt                  | Beschreibung | Akten-Nr.     | Bild                    |
| --------------------------------- | ----------------------- | --- | ------------- | ----------------------- |
| Altenmarkter Straße 5 (Standort)  | Bauernhaus              | Wohnteil mit Blockbau-Obergeschoss, bezeichnet mit dem Jahr 1703. | D-1-89-143-51 | Bauernhaus              |
| Altenmarkter Straße 6 (Standort)  | Metzgeranwesen          | Ehemaliges Metzgeranwesen, jetzt Gaststätte, mit Blockbau-Obergeschoss hinter jüngerer Mauerschale, offenem Blockbau-Kniestock und -giebel sowie Hochlaube, im Giebelfeld bezeichnet mit dem Jahr 1697, rückwärts angeschlossen ehemaliger Stallteil mit Kreuzgratgewölben und Stichkappentonne. | D-1-89-143-92 | Metzgeranwesen          |
| Altenmarkter Straße 8 (Standort)  | St. Ägidius             | Katholische Kirche, spätgotisch, wohl erste Hälfte 15. Jahrhundert, im späten 17. Jahrhundert barockisiert; mit Ausstattung. | D-1-89-143-52 | St. Ägidius             |
| Altenmarkter Straße 10 (Standort) | Gasthaus zum Alten Wirt | Breitgelagerter Bau auf annähernd quadratischem Grundriss, mit Flachsatteldach und Rundtürmen an den Ecken, erbaut 1616; im Obergeschoss Raum mit Holzdecke mit Renaissance-Ornamenten. | D-1-89-143-53 | Gasthaus zum Alten Wirt |
| Altenmarkter Straße 19 (Standort) | Gasthof Neuwirt         | Stattlicher Einfirstbau mit Kniestock, Putzgliederung und neugotischen Details, um 1870/75. | D-1-89-143-54 | Gasthof Neuwirt         |
| Schulstraße 5 (Standort)          | Ehemaliges Schulhaus    | Zweigeschossiger Bau mit Mansardwalmdach, kurzem Querflügel und Putzdekor in späten Jugendstilformen, erbaut 1913. | D-1-89-143-55 | BW                      |
| Weinbergstraße 12 (Standort)      | Bauernhaus              | Bauernhaus mit Biedermeiertür und Bundwerk über dem Stall, bezeichnet mit dem Jahr 1843. | D-1-89-143-56 | Bauernhaus              |
| Weinbergstraße 16 (Standort)      | Bauernhaus              | Bauernhaus mit verschaltem Blockbau-Obergeschoss, Giebelbundwerk und zwei Lauben, an der Firstpfette bezeichnet mit dem Jahr 1824, im Kern wohl erste Hälfte 18. Jahrhundert. | D-1-89-143-57 | Bauernhaus              |
| Weinbergstraße 17 (Standort)      | Bauernhaus              | Bauernhaus mit Blockbau-Obergeschoss und Bemalung, bezeichnet mit dem Jahr 1728. | D-1-89-143-58 | Bauernhaus              |
| Weinbergstraße 20 (Standort)      | Bauernhaus              | Bauernhaus mit Blockbau-Obergeschoss, Hochlaube und Bemalung, Laubentürsturz bezeichnet mit dem Jahr 1781. | D-1-89-143-59 | Bauernhaus              |

### Ischl
| Lage                | Objekt                                                             | Beschreibung | Akten-Nr.     | Bild                                                               |
| ------------------- | ------------------------------------------------------------------ | --- | ------------- | ------------------------------------------------------------------ |
| Ischl 6 (Standort)  | Wirtschaftsteil des Bauernhauses                                   | mit traufseitigem Bundwerk, gegen Mitte 19. Jahrhundert. | D-1-89-143-24 | Wirtschaftsteil des Bauernhauses                                   |
| Ischl 8 (Standort)  | Ehemaliges Bauernhaus                                              | mit Bundwerk und Hochlaube am Wirtschaftsteil, bezeichnet mit dem Jahr 1846. | D-1-89-143-25 | Ehemaliges Bauernhaus                                              |
| Ischl 10 (Standort) | stattlicher, zweitenniger Bundwerkstadel                           | an der Firstpfette bezeichnet mit dem Jahr 1850. | D-1-89-143-26 | stattlicher, zweitenniger Bundwerkstadel                           |
| Ischl 11 (Standort) | Transferiertes Blockbau-Obergeschoss eines ehemaligen Bauernhauses | an der Firstpfette bezeichnet mit dem Jahr 1650, am urspr. Standort in Wallmoning (Stadt Tittmoning) 1983 abgetragen und 1987/88 unter Verwendung historischer Ausbaudetails auf maßgetreu neu gemauertem Erdgeschoss mit Eckfletz wiedererrichtet; mit übernommenem Bundwerk des ehemaligen Stadelteils, erste Hälfte 19. Jahrhundert. | D-1-89-143-98 | Transferiertes Blockbau-Obergeschoss eines ehemaligen Bauernhauses |
| Ischl 12 (Standort) | Katholische Filialkirche St. Martin                                | spätgotisch, erbaut 1432, geweiht 1452, barockisiert 1651; mit Ausstattung. | D-1-89-143-27 | weitere Bilder                                                     |
| Ischl 18 (Standort) | Ehemaliges Bauernhaus                                              | Wohnteil mit Blockbau-Obergeschoss und geschnitzten Details, im Giebel bezeichnet mit dem Jahr 1689, Bundwerk am Wirtschaftsteil gleichzeitig. | D-1-89-143-28 | Ehemaliges Bauernhaus                                              |
| Ischl 31 (Standort) | stattlicher Querstadel                                             | mit hofseitigem Bundwerk, gegen Mitte 19. Jahrhundert. | D-1-89-143-29 | BW                                                                 |

### Klosterseeon
| Lage                          | Objekt                  | Beschreibung | Akten-Nr.     | Bild                   |
| ----------------------------- | ----------------------- | --- | ------------- | ---------------------- |
| Klosterweg 1, 2, 6 (Standort) | Kloster Seeon           | Klosterbauten, gruppiert um drei Höfe: Konventbau mit ehemaligem Kreuzgang und Kapitelsaal, mittelalterlich. Ehemaliges Refektorium mit Stuck aus der zweiten Hälfte des 17. Jahrhunderts. Ehemaliger Speisesaal in der Prälatur, jetzige Gestalt von 1755 bis 1758; mit historischer Ausstattung. Marien- oder Laimingerkapelle; mit Ausstattung; darüber liegend Winterchor. Nikolaikapelle (Prälaturkapelle), barock, zweite Hälfte 18. Jahrhundert; mit Ausstattung. | D-1-89-143-31 | weitere Bilder         |
| Klosterweg 4 (Standort)       | Pfarrkirche St. Lambert | Ehemalige Benediktinerklosterkirche, im Kern romanische Säulenbasilika, Grundmauern und Türme zum Teil noch 11./12. Jahrhundert, großer Umbau mit Einwölbung des Langhauses 1425–33 durch Konrad und Oswald Bürkel, weitere bauliche Veränderungen nach Brand von 1561, Kuppeldächer der Türme nach 1561; mit Ausstattung. | D-1-89-143-32 | weitere Bilder         |
| Klosterweg 10 (Standort)      | Apothekerhaus           | Zweigeschossiger Massivbau mit Halbwalmdach, spätmittelalterlich. | D-1-89-143-33 | weitere Bilder         |
| Klosterweg 12 (Standort)      | Kirche St. Walburgis    | Einschiffiger gotischer Bau, 14./15. Jahrhundert, über Grundmauern der Kirche des ehemaligen Nonnenklosters, seit 1481 Pfarrkirche; mit Ausstattung; Kirchhofummauerung, wohl 16./17. Jahrhundert; im Friedhof Begräbnisstätten der Familie von Leuchtenberg, letztes Viertel 19. und erstes Viertel 20. Jahrhundert. | D-1-89-143-30 | weitere Bilder         |
| Klosterweg 14 (Standort)      | Pfarrhof                | Ehemaliges Hofrichterhaus, lang gestreckter, zweigeschossiger Putzbau mit Walmdach, im Kern spätmittelalterlich, barockzeitlich und im 19. Jahrhundert überformt; Gartenmauern, zum Klosterweg mit einem eingemauerten Relief, bezeichnet mit dem Jahr 1605, und Nische mit Figur des hl. Johann Nepomuk, 18. Jahrhundert. | D-1-89-143-99 | weitere Bilder         |
| Klosterweg 15 (Standort)      | Gaststätte              | Ehemalige Krämerei, lang gestreckter Bau mit Halbwalmdach, im Kern 16. Jahrhundert, um 1900 nach Westen erweitert. | D-1-89-143-34 | Gaststätte             |
| Klosterweg 33 (Standort)      | Meierhof                | Geschlossene Vierflügelanlage, mit Putzgliederung, mit gewölbten Ställen im West- und Nordflügel, über der östlichen Toreinfahrt bezeichnet mit dem Jahr 1697 und 1702, Süd- und Ostflügel nach Brand in den 1920er Jahren erneuert; Bundwerkstadel, erste Hälfte 19. Jahrhundert, über neuem Stallgeschoss, 1980 aus Katzwalchen (Gde. Palling) transferiert. | D-1-89-143-36 | weitere Bilder         |
| Klosterweg 35 (Standort)      | Martersäule aus Granit  | Bezeichnet mit dem Jahr 1703; etwa 300 m nördlich von Wattenham an der Abzweigung von der Kreisstraße Klosterseeon-Oberbrunn. | D-1-89-143-85 | Martersäule aus Granit |

### Pavolding
| Lage                   | Objekt                                              | Beschreibung | Akten-Nr.      | Bild                  |
| ---------------------- | --------------------------------------------------- | --- | -------------- | --------------------- |
| Ameisenberg (Standort) | Kapelle                                             | mit überstehendem Walmdach, Anfang 19. Jahrhundert. | D-1-89-143-41  | BW                    |
| Pavolding 1 (Standort) | Wohnteil des ehemaligen Bauernhauses                | mit Blockbau-Obergeschoss, erbaut 1678, Giebelbundwerk und Dachstuhl 1976 erneuert. | D-1-89-143-39  | BW                    |
| Pavolding 2 (Standort) | Ehemaliges Bauernhaus                               | Wohnteil massiv mit Hochlaube, Wirtschaftsteil und quer angeschlossenem Stallstadel mit Bundwerk, erste Hälfte 19. Jahrhundert; über dem traufseitigen Eingang Rotmarmorrelief, bezeichnet mit dem Jahr 1606.                                                                                 | D-1-89-143-40  | Ehemaliges Bauernhaus |
| Pavolding 3 (Standort) | Blockbau-Obergeschoss eines ehemaligen Bauernhauses | spätes 17./frühes 18. Jahrhundert, sowie Bundwerkwände eines ehemaligen Dreiseithof-Stadels von 1838 und ehemaliges Tennentor, aus Unterreit (Lkr. Mühldorf a.Inn) bzw. Pößmoos (Gde. Kienberg) transferiert und 1991/92 in den dem Einfirsthoftyp nachgebildeten Wohnhaus-Neubau integriert. | D-1-89-143-91  | BW                    |
| Pavolding 6 (Standort) | Nebengebäude                                        | mit integriertem Getreidekasten in Ständerbohlenbauweise, Mitte 19. Jahrhundert. | D-1-89-143-102 | BW                    |

### Roitham
| Lage                              | Objekt                                                      | Beschreibung | Akten-Nr.     | Bild                                                        |
| --------------------------------- | ----------------------------------------------------------- | --- | ------------- | ----------------------------------------------------------- |
| Kohlstattweg 17 (Standort)        | Wohnstallhaus (Südflügel des Dreiseithofes)                 | zweigeschossig mit Kniestock und Putzgliederung, erbaut 1874. Zugehörig ehemaliges Brechelbad, Mitte 19. Jahrhundert; nordöstlich des Hofes. | D-1-89-143-43 | Wohnstallhaus (Südflügel des Dreiseithofes)                 |
| Seebrucker Straße 20 (Standort)   | Stadel mit Bundwerkteil und obergeschossigem Getreidekasten | wohl erstes Drittel 19. Jahrhundert. | D-1-89-143-45 | Stadel mit Bundwerkteil und obergeschossigem Getreidekasten |
| Seebrucker Straße 22 a (Standort) | Katholische Kapelle St. Katharina                           | geräumiger Bau mit eingezogenem Chor und Dachreiter, neugotisch, erbaut 1859; mit Ausstattung.                                               | D-1-89-143-49 | Katholische Kapelle St. Katharina                           |
| Seebrucker Straße 25 (Standort)   | Kleinbauernhaus mit Blockbau-Obergeschoss                   | erneuert, Kern 18. Jahrhundert. | D-1-89-143-46 | BW                                                          |
| Seebrucker Straße 27 (Standort)   | Kleinbauernhaus                                             | mit verschaltem Blockbau-Obergeschoss, Kern 18. Jahrhundert.                                                                                 | D-1-89-143-47 | Kleinbauernhaus                                             |

### Seebruck
| Lage                               | Objekt                            | Beschreibung | Akten-Nr.    | Bild                  |
| ---------------------------------- | --------------------------------- | --- | ------------ | --------------------- |
| Jakob-Weyerer-Platz 3 (Standort)   | Kirche St. Thomas und St. Stephan | Katholische Kirche, spätgotisch, 1474–77, Turm 1842–47; mit Ausstattung. | D-1-89-143-1 | weitere Bilder        |
| Kastellgasse 5 (Standort)          | Zuhäusl                           | mit Schopfwalm, um 1830/50; zugehörig zu Kastellgasse 5. | D-1-89-143-4 | BW                    |
| Kastellgasse 5 (Standort)          | Bauernhaus                        | mit Hochlaube, rückseitigem Bundwerk und angebautem Zwerchstadel mit Bundwerk, an der Firstpfette ehemals bezeichnet mit dem Jahr 1801, Dach, Lauben und Bundwerkteile erneuert. | D-1-89-143-3 | BW                    |
| Ludwig-Thoma-Straße 3 a (Standort) | Ehemaliges Bauernhaus             | mit Blockbau-Obergeschoss, im Kern 18. Jahrhundert; im Garten frei aufgestellter Getreidekasten, 18./19. Jahrhundert, transferiert von Kastellgasse 5.                           | D-1-89-143-2 | Ehemaliges Bauernhaus |
| Ludwig-Thoma-Straße 7 (Standort)   | Wohnhaus                          | umgebauter ehemaliger Wirtsstadel, mit reichem Bundwerk, zweites Viertel 19. Jahrhundert.                                                                                        | D-1-89-143-5 | Wohnhaus              |
| Ludwig-Thoma-Straße 8 (Standort)   | Gasthof zur Post                  | stattlicher zweigeschossiger Putzbau mit Satteldach, alter Bauteil im Kern wohl 16. Jahrhundert, sonst Mitte 19. Jahrhundert.                                                    | D-1-89-143-6 | Gasthof zur Post      |

### Truchtlaching
| Lage                             | Objekt                                                    | Beschreibung | Akten-Nr.     | Bild                         |
| -------------------------------- | --------------------------------------------------------- | --- | ------------- | ---------------------------- |
| Chiemseestraße 1 (Standort)      | Kirche St. Johann Baptist                                 | Katholische Pfarrkirche, spätgotisch, Langhaus und Chor erste Hälfte 15. Jahrhundert, südliches Seitenschiff wohl zweite Hälfte 15. Jahrhundert, Langhaus 1956 um ein Joch verlängert; mit Ausstattung. | D-1-89-143-68 | weitere Bilder               |
| Chiemseestraße 2 (Standort)      | Gasthof zur Post                                          | mit Halbwalmdach, Gurt- und Traufgesims, um 1840/50. | D-1-89-143-69 | Gasthof zur Post             |
| Chiemseestraße 3 (Standort)      | Bauernhaus                                                | langgestreckter Einfirstbau, mit Gitterbundwerk am Wirtschaftsteil, um 1830/50. | D-1-89-143-70 | Bauernhaus                   |
| Chiemseestraße 8 (Standort)      | Bauernhaus                                                | ehemaliger Mittertennbau, am Tennentor bezeichnet mit dem Jahr 1835; Querstadel 1999/2000 neu errichtet, mit wiederverwendeten Bundwerkteilen.                                                          | D-1-89-143-71 | BW                           |
| Chiemseestraße 12 (Standort)     | Bauernhaus                                                | stattlicher Einfirsthof mit traufseitigem Bundwerk, Firstpfette und Inschrifttafel jeweils bezeichnet mit dem Jahr 1858.                                                                                | D-1-89-143-72 | Bauernhaus                   |
| Chiemseestraße 13 (Standort)     | Kleinhaus                                                 | zweigeschossiger Blockbau mit profilierten Türstürzen und kleinen Fenstern, Obergeschoss Ende 17./Anfang 18. Jahrhundert, Erdgeschoss wohl älter.                                                       | D-1-89-143-73 | BW                           |
| Seeoner Straße 4 a (Standort)    | Hausfigur hl. Johann Nepomuk                              | drittes Viertel 18. Jahrhundert; am ehemaligen Wirtschaftsteil des Hauses. | D-1-89-143-74 | Hausfigur hl. Johann Nepomuk |
| Wehrländerstraße 27 (Standort)   | Parallelstadel des Einzelhofes                            | mit Bundwerk, errichtet 1843. | D-1-89-143-75 | BW                           |
| Westenstraße 1 (Standort)        | Stattlicher Einfirsthof                                   | ehemaliger Mittertennbau mit Traufbundwerk am Heuboden, erbaut 1839, giebelseitige Erdgeschossräume wohl 1877 für Nutzung als Käserei überwölbt.                                                        | D-1-89-143-76 | Stattlicher Einfirsthof      |
| Westenstraße 2 (Standort)        | Ehemaliges Bauernhaus                                     | mit Blockbau-Obergeschoss, im Kern Mitte 18. Jahrhundert, erneuert. | D-1-89-143-77 | Ehemaliges Bauernhaus        |
| Westenstraße 7 (Standort)        | Bauernhaus                                                | Wohnteil mit Blockbau-Obergeschoss, an der Firstpfette bezeichnet mit dem Jahr 1787. | D-1-89-143-78 | BW                           |
| Westenstraße 10 (Standort)       | Bundwerk am Wirtschaftsteil des stattlichen Einfirsthofes | dieser bezeichnet mit dem Jahr 1861. | D-1-89-143-80 | BW                           |
| Westenstraße 11, 11 a (Standort) | Ehemaliges Bauernhaus                                     | Einfirsthof mit Hochlaube, biedermeierlich ornamentierten Fletzportalen und traufseitigem Bundwerk, um 1820/30, Widerkehr, um 1900.                                                                     | D-1-89-143-81 | Ehemaliges Bauernhaus        |
| Westenstraße 14 (Standort)       | Ehemaliges Kleinbauernhaus                                | zweigeschossiger Blockbau mit Seitenlaube und profilierten Türstürzen, Anfang 18. Jahrhundert. | D-1-89-143-82 | Ehemaliges Kleinbauernhaus   |

### Weitere Ortsteile
| Lage                                       | Objekt                                                                      | Beschreibung | Akten-Nr.      | Bild                                                                        |
| ------------------------------------------ | --------------------------------------------------------------------------- | --- | -------------- | --------------------------------------------------------------------------- |
| Bräuhausen Weinbergstraße 58 (Standort)    | Bauernhaus                                                                  | Stattlicher Einfirstbau, Mitte 19. Jahrhundert, Wirtschaftsteil mit Bundwerk, bezeichnet mit dem Jahr 1853 (?). | D-1-89-143-9   | Bauernhaus                                                                  |
| Bräuhausen Weinbergstraße 59 (Standort)    | Kirche St. Maria                                                            | Spätgotisch, erbaut 1529–33, Dachreiter 18. Jahrhundert; mit Ausstattung; Friedhof mit Ummauerung, nördlich einbezogen Kriegsheimkehrerkapelle, erbaut 1923; mit Ausstattung. Kriegerdenkmal in Form einer Stele, bezeichnet mit dem Jahr 1923; vor der östlichen Friedhofsmauer. | D-1-89-143-10  | weitere Bilder                                                              |
| Burgham 11 (Standort)                      | Hofkapelle                                                                  | bezeichnet mit dem Jahr 1840. | D-1-89-143-11  | BW                                                                          |
| Burgham, Schachenfeld (Standort)           | frei stehender Getreidekasten                                               | wohl 18. Jahrhundert. | D-1-89-143-12  | BW                                                                          |
| Döging 2 (Standort)                        | stattlicher, reicher Bundwerkstadel                                         | zweites Viertel 19. Jahrhundert. | D-1-89-143-13  | stattlicher, reicher Bundwerkstadel                                         |
| Döging 8 (Standort)                        | Ehemaliges Bauernhaus                                                       | mit Blockbau-Obergeschoss und Giebelbundwerk, erste Hälfte 18. Jahrhundert. | D-1-89-143-14  | BW                                                                          |
| Ebering 5 (Standort)                       | Ehemaliges Bauernhaus                                                       | mit Blockbau-Obergeschoss und Traufbundwerk, angeblich von 1730. | D-1-89-143-15  | BW                                                                          |
| Eglhart 5 (Standort)                       | Hofkapelle mit Westturm                                                     | erbaut 1901; mit Ausstattung. | D-1-89-143-16  | Hofkapelle mit Westturm                                                     |
| Eglhart 6 (Standort)                       | Bundwerkstadel (Südflügel des Dreiseithofes) mit eingebautem Getreidekasten | 18. und erste Hälfte 19. Jahrhundert. | D-1-89-143-17  | Bundwerkstadel (Südflügel des Dreiseithofes) mit eingebautem Getreidekasten |
| Eglhart 8 (Standort)                       | Bundwerkstadel (Südflügel des ehemaligen Vierseithofes)                     | bezeichnet mit dem Jahr 1822, mit Resten eines eingebauten Getreidekastens im Obergeschoss, 18. Jahrhundert. | D-1-89-143-18  | BW                                                                          |
| Esterer 1 (Standort)                       | Martersäule                                                                 | aus Granit, bezeichnet mit dem Jahr 1705. | D-1-89-143-19  | Martersäule                                                                 |
| Fembach 11 (Standort)                      | Ehemaliges Bauernhaus                                                       | stattlicher Einfirstbau, zweigeschossig mit Kniestock und gewölbtem Stallteil, erbaut 1892. | D-1-89-143-96  | Ehemaliges Bauernhaus                                                       |
| Fembach 14 (Standort)                      | Ehemaliges Bauernhaus                                                       | Mittertennbau, Wohnteil mit verputztem Blockbau-Obergeschoss, am Wirtschaftsteil Bundwerk, im Kern 18. Jahrhundert, im späten 19. Jahrhundert überformt. | D-1-89-143-21  | Ehemaliges Bauernhaus                                                       |
| Fembach 16 (Standort)                      | Stattlicher Einfirsthof,                                                    | zweigeschossig mit Kniestock, geschnitzten Pfettenköpfen und Traufbundwerk, Firstpfette bezeichnet mit dem Jahr 1862; an der Giebelseite Barockfigur, zweite Hälfte 17. Jahrhundert. | D-1-89-143-22  | Stattlicher Einfirsthof,                                                    |
| Kothöd, Nähreit (Standort)                 | Wegkapelle mit Marienstatue                                                 | zweite Hälfte 19. Jahrhundert; an einer Wegkreuzung nahe der abgegangenen Hofstelle Nähreit, etwa 1 km nordwestlich von Esterer. | D-1-89-143-97  | BW                                                                          |
| Luging 1 (Standort)                        | Kleine Hofkapelle                                                           | wohl noch 18. Jahrhundert, 1835 überformt. | D-1-89-143-38  | BW                                                                          |
| Neubichl Jägerholz (Standort)              | Brechelbad                                                                  | Blockbau mit Resten des gemauerten Ofens, 18. Jahrhundert, Dach im 19. Jahrhundert erneuert; westlich oberhalb von Neubichl am „Jägerbuckl“. | D-1-89-143-101 | BW                                                                          |
| Neubichl Seeleitenstraße 19 (Standort)     | Ehemaliges Bauernhaus                                                       | Einfirstbau, Wohnteil verputzt mit Hochlaube, Obergeschoss teilweise in Blockbau, im Kern nach 1816, über der nördlichen Tür bezeichnet mit dem Jahr 1847, Wirtschaftsteil modern ausgebaut. | D-1-89-143-100 | BW                                                                          |
| Nähe Perading (Standort)                   | Wegkapelle                                                                  | sogenannte „Dickerkapelle“, Putzbau mit steilem Scharschindeldach, erbaut 1834, am Gitter bezeichnet mit dem Jahr 1836. | D-1-89-143-103 | BW                                                                          |
| Poing 1 (Standort)                         | Ehemaliger Pfarrhof von Truchtlaching                                       | Dreiseithof; Wohnhaus (Westflügel), im Kern 17. Jahrhundert, Stufengiebel an der Nordseite um 1920; Stadel (Südflügel) mit Krüppelwalmdach, erste Hälfte 19. Jahrhundert; Stall (Ostflügel), um 1800; Waschhäuschen, mit Krüppelwalm, wohl erste Hälfte 19. Jahrhundert; Brunnenhaus, erste Hälfte 19. Jahrhundert, neuzeitlich überformt, mit gewölbter Brunnenstube im Untergeschoss. | D-1-89-143-42  | BW                                                                          |
| Schachen Nähe Rabendener Straße (Standort) | Kapelle                                                                     | mit Zeltdach, erstes Viertel 19. Jahrhundert; südlich im Feld an der Straße. | D-1-89-143-50  | BW                                                                          |
| Staller 1 (Standort)                       | stattlicher Bundwerkstadel                                                  | zweites Viertel 19. Jahrhundert. | D-1-89-143-60  | BW                                                                          |
| Steinrab 2 (Standort)                      | Ehemaliges Bauernhaus (Nordflügel des Dreiseithofes)                        | Wohnteil mit Blockbau-Obergeschoss, zweite Hälfte 17. Jahrhundert; Stall (Ostflügel), gemauert, mit Gewölben, zweites Viertel 19. Jahrhundert; Bundwerkstadel (Südflügel), bezeichnet mit dem Jahr 1860. | D-1-89-143-104 | BW                                                                          |
| Stetten 2 (Standort)                       | Blockbau-Obergeschoss eines Ehemaligen Bauernhauses                         | zweite Hälfte 17. Jahrhundert; 199193 aus Wernersbichl/Lkr. Berchtesgadener Land auf maßgetreu neu aufgemauertes Erdgeschoss transferiert, letzteres mit übernommenen historischen Ausbaudetails und rekonstruierten Putzzierformen. | D-1-89-143-94  | Blockbau-Obergeschoss eines Ehemaligen Bauernhauses                         |
| Stetten 6 (Standort)                       | Traufseitige Bundwerkteile am Wirtschaftsteil des Einfirsthofes             | Mitte 19. Jahrhundert. | D-1-89-143-61  | BW                                                                          |
| Stöffling Auäcker (Standort)               | Wegkapelle                                                                  | nachbarock, erbaut 1814/15; mit Ausstattung; an der Straße nach Truchtlaching. | D-1-89-143-62  | BW                                                                          |
| Straß Seestraße (Standort)                 | Bildstock mit vier Rotmarmorreliefs                                         | bezeichnet mit dem Jahr 1606; an der Abzweigung der Straße nach Baderpoint. | D-1-89-143-64  | Bildstock mit vier Rotmarmorreliefs                                         |
| Straß Seestraße 54 (Standort)              | Einfirsthof                                                                 | mit Blockbau-Kniestock über nachträglich ausgemauertem Erdgeschoss, im Kern wohl 17. Jahrhundert, Wirtschaftsteil 19. Jahrhundert, unter Verwendung älterer Bauteile, bezeichnet mit dem Jahr 1723 und 1816. | D-1-89-143-63  | Einfirsthof                                                                 |
| Nähe Straßham (Standort)                   | Wegkapelle                                                                  | hoher, halbrund geschlossener Satteldachbau, wohl erste Hälfte 19. Jahrhundert; mit Ausstattung. | D-1-89-143-65  | Wegkapelle                                                                  |
| Straßham 7 (Standort)                      | Bauernhaus mit Bundwerk am Wirtschaftsteil                                  | um 1800, und quer angeschlossenem Stadeltrakt, wohl um 1900. | D-1-89-143-66  | Bauernhaus mit Bundwerk am Wirtschaftsteil                                  |
| Weinberg Weinbergstraße 90 (Standort)      | Ehemaliger Weinkeller                                                       | Keller und Inschriftplatte aus Rotmarmor, bezeichnet mit dem Jahr 1727; Überbauung 1995 neu errichtet. | D-1-89-143-88  | Ehemaliger Weinkeller                                                       |
| Wöllhub 1 (Standort)                       | Kleine Wegkapelle                                                           | Bezeichnet mit dem Jahr 1822. | D-1-89-143-89  | Kleine Wegkapelle                                                           |

## Ehemalige Baudenkmäler
In diesem Abschnitt sind Objekte aufgeführt, die früher einmal in der Denkmalliste eingetragen waren, jetzt aber nicht mehr. Objekte, die in anderem Zusammenhang – also z. B. als Teil eines Baudenkmals – weiter eingetragen sind, sollen hier nicht aufgeführt werden. Aktennummern in diesem Abschnitt sind ehemalige, jetzt nicht mehr gültige Aktennummern.

| Lage                                                   | Objekt                     | Beschreibung                                                                              | Akten-Nr.     | Bild           |
| ------------------------------------------------------ | -------------------------- | ----------------------------------------------------------------------------------------- | ------------- | -------------- |
| An der Kreisstraße, 300 Meter südwestlich von Seeon () | Bildstock                  | Bildstock mit Marmorreliefs, datiert 1606 und 1933.                                       | D-1-89-143-93 |                |
| Höllthal 9 ()                                          | Kleine Brechelhütte        | Steinbau mit Flachsatteldach, erste Hälfte 19. Jahrhundert.                               | D-1-89-143-23 |                |
| Weinberg Weinbergstraße 86 (Standort)                  | Ehemaliges Kleinbauernhaus | Stark erneuert, mit Blockbau-Obergeschoss und Bundwerkteil, erste Hälfte 19. Jahrhundert. | D-1-89-143-86 | weitere Bilder |